# Tetranchyroderma esarabdophorum
Tetranchyroderma esarabdophorum is een buikharige uit de familie Thaumastodermatidae. Het dier komt uit het geslacht Tetranchyroderma. Tetranchyroderma esarabdophorum werd in 1984 voor het eerst wetenschappelijk beschreven door Tongiorgi & Balsamo. 